# Pediculosis capitis
Pediculosis capitis is een aandoening veroorzaakt door de hoofdluis (Pediculus humanus capitis) die het haar van de drager heeft gekoloniseerd. Typisch voor deze aandoening is dat zij alleen optreedt in het haar op het hoofd. De hoofdluis leeft van menselijk bloed en doorboort daarvoor de huid, dit veroorzaakt jeuk. Behandeling tegen hoofdluis bestaat uit het toepassen van insecticiden zoals pyrethrine of permethrin.